# الخطط الخمسية الرومانية
 كانت الخطط الخمسية الرومانية ( بالرومانية : Cincinal ، الجمع: Cincinale) مشاريع تنمية اقتصادية في رومانيا الشيوعية، مستوحاة إلى حد كبير من النموذج السوفيتي. ابتداء من عام 1951، كان هناك 8 خطط خمسية.

## الأصول
في عام 1948 ، استولى الشيوعيون على السلطة بشكل كامل في رومانيا وبدأوا في تأميم الممتلكات ووسائل الإنتاج. لقد بدأوا في فرض سياسات للتنمية الاقتصادية والتصنيع من خلال تبني المفهوم السوفيتي للخطط الخمسية التي تحدد عددًا من الأهداف لتحقيقها بحلول نهاية الخطة. بدأت الخطة الخمسية الأولى في عام 1951.

## الخطط الخمسية

### 1951–1955
تمت الخطة الخمسية الأولى بين عامي 1951 و1955. تم تسجيل بعض اهداف تلك الخطط الخمسية على إصدارات الطوابع البريدية الخاصة بالدولة في تلك الحقبة. وقد تضمنت ما يلي:
1. التحرك لإنقاذ أو نقل الغابات التي يزيد عمرها عن 200 عام.
2. إعادة هيكلة وتنظيم الزراعة وزيادة كفاءتها الإنتاجية.
3. البدء في التحول الصناعي

### 1956–1960
أعطى نظام تشاوشيسكو دفعة جديدة للتحول الصناعي، وكان التركيز على تطوير الصناعة الثقيلة في تلك الخطة. يُزعم أن أهداف هذه الخطة الخمسية قد تم تحقيقها في أربع سنوات ونصف فقط ؛ تم استغلال هذا الإدعاء لاحقًا في العديد من الكتابات والأغاني الدعائية.

### 1986–1989
كان من المقرر الانتهاء من الخطة الخمسية النهائية في عام 1990. لكن في ديسمبر 1989 اندلعت الثورة الرومانية وسقط النظام الشيوعي واصبح مصير جمهورية رومانيا الإشتراكية هو الفناء ، فتم إلغاء الخطة الخمسية الأخيرة ولم تكن هناك خطط خمسية لاحقة.

## روابط خارجية
- Retrospective video about Five-Year Plans, Realitatea TV (بالرومانية)
- Patriotic propaganda song about Five-Year Plans (بالرومانية)